# Shabondama
Singles de Morning Musume
As For One Day
(23 avril 2003) Go Girl ~Koi no Victory~
(6 novembre 2003)
Singles par Morning Musume Otome Gumi
Ai no Sono (...)
(18 septembre 2003)
Singles par Morning Musume Sakura Gumi
Hare Ame Nochi Suki
(18 septembre 2003)
Shabondama (シャボン玉, « Bulles de savon ») est le 19e single du groupe de J-pop Morning Musume.

## Présentation
Le single sort le 30 juillet 2003 au Japon sur le label zetima. Il est écrit, composé et produit par Tsunku. Il atteint la 2e place du classement des ventes de l'Oricon, et reste classé pendant 18 semaines, pour un total de 151 104 exemplaires vendus durant cette période. C'est le premier single du groupe à sortir aussi dans une édition limitée, avec une pochette différente ; celle-ci inclut quinze cartes photo, une de chaque membre. Il sort également le même jour au format "single V" (DVD contenant le clip vidéo).
C'est le premier single du groupe sans Kei Yasuda, qui l'a quitté le mois précédent. 
C'est aussi son premier single avec les quatre nouvelles membres de la "6e génération", dont l'ex-soliste du Hello! Project Miki Fujimoto, et c'est donc le premier disque de la formation à 15 membres, la plus nombreuse de l'histoire du groupe.
La chanson-titre sert de thème musical pour la promotion de la tournée japonaise du spectacle Quidam du Cirque du Soleil, et figurera uniquement sur le deuxième album compilation du groupe qui sortira l'année suivante, Best! Morning Musume 2. Une version remixée (asia mix) figurera auparavant sur la compilation de fin d'année du Hello! Project Petit Best 4.

## Formation
Membres du groupe créditées sur le single :
- 1er génération : Kaori Iida, Natsumi Abe
- 2e génération : Mari Yaguchi
- 4e génération : Rika Ishikawa, Hitomi Yoshizawa, Nozomi Tsuji, Ai Kago
- 5e génération : Ai Takahashi, Asami Konno, Makoto Ogawa, Risa Niigaki
- 6e génération (début) : Miki Fujimoto, Eri Kamei, Sayumi Michishige, Reina Tanaka

## Titres
Single CD
1. Shabondama (シャボン玉?) – 4:06
2. Namida ni wa Shitakunai (涙にはしたくない?) – 4:03
3. Shabondama (instrumental) (シャボン玉...?) – 4:06

Single V (DVD)
1. Shabondama (シャボン玉?) (clip vidéo)
2. Shabondama (Utae! Shabondama Version) (シャボン玉) (唄え! シャボン玉 バージョン?)
3. Making Eizô (メイキング映像?) (making of)